# Ныгман
Ныгман (каз. Нығман) — село в Нуринском районе Карагандинской области Казахстана. Входит в состав Куланутпесского сельского округа. Находится на правом берегу реки Куланотпес. Код КАТО — 355263300.

## Население
В 1999 году население села составляло 172 человека (89 мужчин и 83 женщины). По данным переписи 2009 года, в селе проживали 102 человека (50 мужчин и 52 женщины).